# Грильо, Эрнесто
Эрнесто Хосе́ Грильо (исп. Ernesto José Grillo; 1 октября 1929, Буэнос-Айрес — 18 июня 1998, Буэнос-Айрес) — аргентинский футболист, полузащитник. Выступал за «Индепендьенте», «Милан» и «Боку Хуниорс». Играл за сборную Аргентины, с которой стал чемпионом Южной Америки в 1955 году.

## Карьера
Эрнесто Грильо родился в районе Ла-Бока в Буэнос-Айресе. Семья Грильо быша большой: у родителей Доминго и Росы было 11 детей. В том же районе он начал играть в футбол. Повзрослев Эрнесто устроился работать в типографию переплётчиком, но занятия футболом не останавливал, выступая за любительскую команду «Фармасия Кане». В возрасте 17 лет, по совету друга, Грильо прошёл просмотр в школе клуба «Ривер Плейт». Но быстро покинул клуб: «Карлос Пеуселье хотел сделать меня правым вингером. А я чувствовал, что задыхаюсь на краю поля. И потому я попросился уйти». 
Грильо перешёл в «Индепендьенте». Любопытно, что перейдя в команду, он порекомендовал своего близкого друга детства, Карлоса Секконато, которые на долгие годы стал партнёром Эрнесто по команде и сборной страны. 24 апреля 1949 года он дебютировал в основном составе команды в матче чемпионата Аргентины против «Боки Хуниорс» (2:0). 26 ноября 1949 года он забил первый гол за «Индепендьенте», поразив ворота «Чакариты Хуниорс» (3:2). С 1951 года Грильо стал твёрдм игроком стартового состава команды. В 1952 году клуб занял третье место в чемпионате. Годом позже «Индепендьенте» шёл первым, однако в матче с «Расингом» произошла драка. Результатом которой стало дисквалификация Грильо и Секконато, лидеров команды, на 10 матчей. Клуб по итогам первенства остался четвёртым.
В конце 1953 года «Индепендьенте» провёл турне по Европе. Клуб провёл 12 матчей, из которых выиграл восемь раз, по другим данным в 11 матчах. Он забил в этих встречах 10 голов. 8 декабря Грильо участвовал в игре, в которой «Индепендьенте» противостоял «Реал Мадрид». Аргентинская команда победила со счётом 6:0, а два мяча забил Эрнесто. Это поражение стало для мадридского клуба самым крупным в домашних матчах в истории. 1954 году клуб выиграл серебряные медали, а в 1955 году — опять остался четвёртым. Но затем клуб стал занимать места в середине таблицы. 5 мая 1957 года он провёл последний матч и забил последний гол за «Индепендьенте», поразив ворота «Уракана». Всего за «Индепендьенте» Грильо провёл 192 матча и забил 90 голов, по другим данным 194 матча.
В 1957 году Грильо уехал в Италию, при этом он мог перейти в две миланские команды — «Интер» и «Милана». Несмотря на заявление одного из руководителей «чёрно-синих» о переходе футболиста в их стан за 50 миллионов лир, Эрнесто стал игроком «красно-чёрных». За трансфер было заплачено 3,3 миллиона долларов, по другим данным клуб заплатил 3 миллиона песо и 600 тысяч самому игроку. Он дебютировал в рядах «россонери» 28 июня 1957 года в игре с «Беллинцоной», в которой его клуб победил 8:1. 8 сентября Грильо сыграл в официальном матче, в котором «Милан» сыграл 1:1 с «Виченцой» в серии А. В том же сезоне «Милан» дошёл до финала Кубка европейских чемпионов, где проиграл «Реалу» со счётом 2:3. Один из голов в этой встрече забил именно Грильо. Годом позже Грильо помог «Милану» выиграть чемпионат Италии. Последний матч за «россонери» Эрнесто сыграл 15 мая 1960 года против «Ювентуса» (1:3). Всего за «Милан» Грильо провёл 96 игр и забил 30 голов.

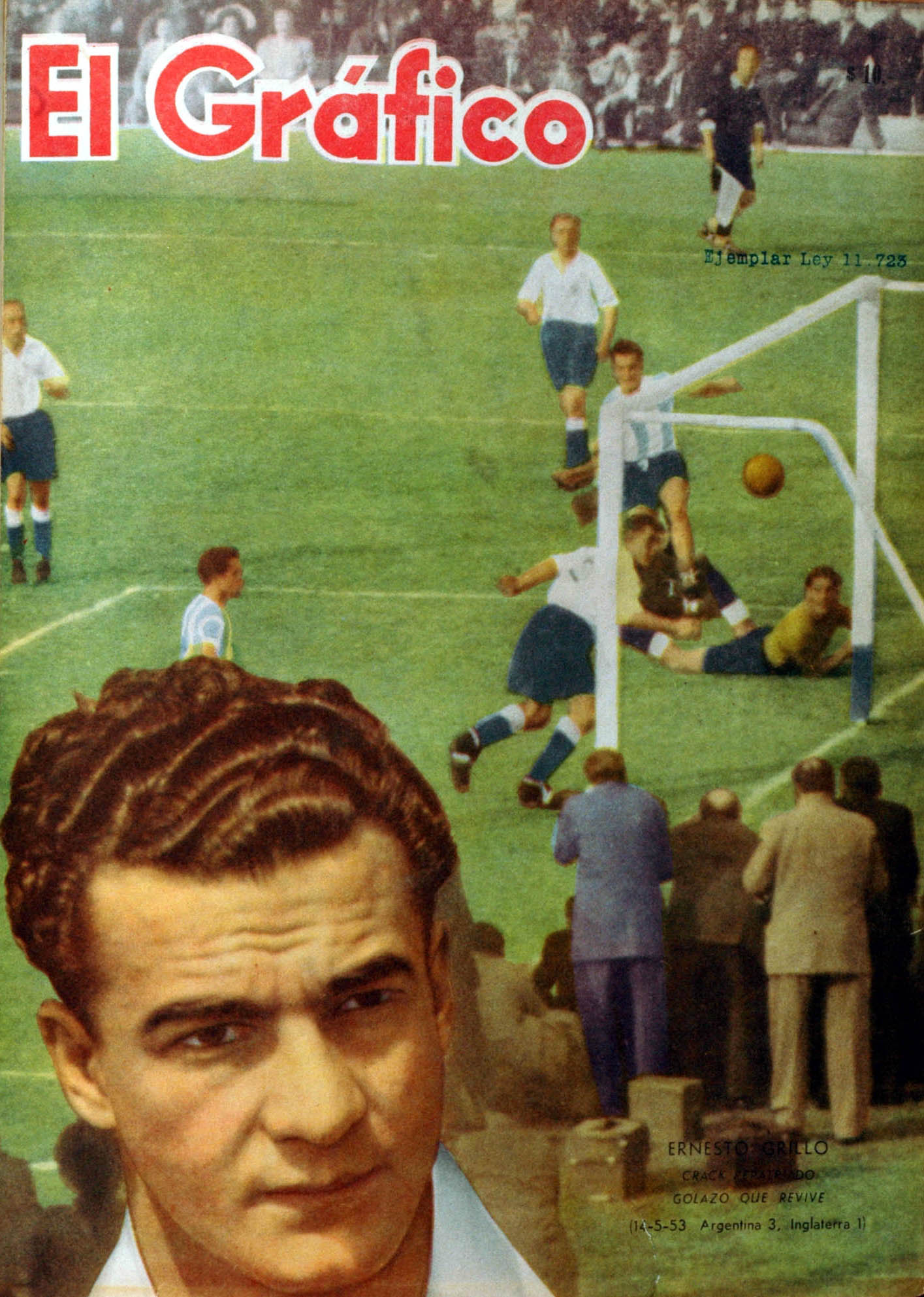
«Невозможный» гол Грильо в ворота сборной Англии

В 1960 году Грильо вернулся в Аргентину, перейдя в «Боку Хуниорс» за 35 тысяч долларов. 5 июня 1960 года он провёл первый матч за клуб против «Уракана» (2:2). 12 июня Грильо забил первый мяч за «Боку», поразив ворота «Химнасии и Эсгримы» (2:0). С этим клубом Эрнесто выиграл 3 чемпионата страны в 1962, 1964 и 1965 годах. В 1963 году «Бока» вышла в финал Кубка Либертадорес, но проиграла «Сантосу». В 1966 году Эрнесто завершил игровую карьеру. Последний матч за «Хуниорс» Грильо сыграл 19 апреля 1966 года в розыгрыше Кубка Либертадорес с «Гуарани» из Асунсьона (1:1). Всего за клуб он провёл 84 матча и забил 12 голов. По другим данным 101 матч и 12 голов. После завершения карьеры игрока, Грильо некоторое время работал тренером, в частности с 1966 по 1990 год года тренировал в академии «Боки Хуниорс». Он умер в нищете и забвении в 1998 году от рака поджелудочной железы.

## Международная карьера
В составе сборной Аргентины Грильо дебютировал 7 декабря 1952 года в матче со сборной Испании (1:0). 14 мая 1953 года в матче с Англией, обыгранной аргентинцами со счётом 3:1, Грильо забил первый мяч за национальную команду.  Он финтом обвёл двух защитников, затем обыграл ещё одного, а потом поразил ближний угол ворота соперника ударом с очень острого угла. Этот гол прозвали «Невозможным». Затем он забил и третий мяч своей команды. Несмотря на неофициальный статус игры и неосновной состав сборной Англии, её даже называли сборной английских игроков английского лиги, победа привела к подъему национального самосознания в Аргентине. В частности газеты писали: «После национализации железных дорог, мы национализировали и футбол». А позже день победы над Англией, 14 мая, стал в Аргентине праздником, названным «День футболиста».
В 1955 году Грильо поехал на чемпионат Южной Америки. Там он провёл три матча, в которых забил два гола, а его команда выиграла золотые медали. Годом позже он отправился на своё второе южноамериканское первенство. И на этот раз футболист сыграл в трёх матчах из пяти. В том же году Грильо отправился со сборной страны на Кубок Атлантики. 
1 июня 1956 года, в первом матче этого турнира, Эрнесто забил два гола в ворота Уругвая, чем прервал серию из 14 лет без побед для Аргентины в Монтевидео против этой команды. Аргентинцы заняли на первенстве второе место, уступив Бразилии по разнице голов. Но затем аргентинцы одержали победу в розыгрыше Кубка Шевалье Бутеля. В 1958 году Эрнесто не поехал на чемпионат мира, так как аргентинцы не практиковал приглашение в сборную игроков не из национального чемпионата. 15 августа Грильо сыграл свой последний матч за сборную Аргентины, в котором его команда победила Уругвай и завоевала Кубок Липтона. Всего за сборную он провёл 23 матча и забил 11 голов.

## Статистика

### Клубная
| Сезон     | Клуб          | Лига    | Чемпионат | Чемпионат | Кубок | Кубок | Международные | Международные |
| Сезон     | Клуб          | Лига    | Игры      | Голы      | Игры  | Голы  | Игры          | Голы          |
| --------- | ------------- | ------- | --------- | --------- | ----- | ----- | ------------- | ------------- |
| 1949      | Индепендьенте | Примера | 13        | 3         | —     | —     | —             | —             |
| 1950      | Индепендьенте | Примера | 21        | 6         | —     | —     | —             | —             |
| 1951      | Индепендьенте | Примера | 22        | 13        | —     | —     | —             | —             |
| 1952      | Индепендьенте | Примера | 30        | 15        | —     | —     | —             | —             |
| 1953      | Индепендьенте | Примера | 23        | 14        | —     | —     | —             | —             |
| 1954      | Индепендьенте | Примера | 28        | 11        | —     | —     | —             | —             |
| 1955      | Индепендьенте | Примера | 29        | 11        | —     | —     | —             | —             |
| 1956      | Индепендьенте | Примера | 28        | 17        | —     | —     | —             | —             |
| 1957      | Индепендьенте | Примера | 1         | 1         | —     | —     | —             | —             |
| 1957/1958 | Милан         | Серия А | 30        | 7         | —     | —     | 8             | 6             |
| 1958/1959 | Милан         | Серия А | 27        | 10        | 5     | 3     | —             | —             |
| 1959/1960 | Милан         | Серия А | 22        | 4         | 0     | 0     | 3             | 0             |
| 1960      | Бока Хуниорс  | Примера | 23        | 7         | —     | —     | —             | —             |
| 1961      | Бока Хуниорс  | Примера | 20        | 3         | —     | —     | —             | —             |
| 1962      | Бока Хуниорс  | Примера | 16        | 2         | —     | —     | —             | —             |
| 1963      | Бока Хуниорс  | Примера | 12        | 0         | —     | —     | 4             | 0             |
| 1964      | Бока Хуниорс  | Примера | 13        | 0         | —     | —     | —             | —             |
| 1965      | Бока Хуниорс  | Примера | 4         | 0         | —     | —     | 6             | 0             |
| 1966      | Бока Хуниорс  | Примера | 0         | 0         | —     | —     | 3             | 0             |

## Международная статистика
| Матчи Эрнесто Грильо за сборную Аргентины | Матчи Эрнесто Грильо за сборную Аргентины | Матчи Эрнесто Грильо за сборную Аргентины | Матчи Эрнесто Грильо за сборную Аргентины | Матчи Эрнесто Грильо за сборную Аргентины | Матчи Эрнесто Грильо за сборную Аргентины | Матчи Эрнесто Грильо за сборную Аргентины |
| ----------------------------------------- | ----------------------------------------- | ----------------------------------------- | ----------------------------------------- | ----------------------------------------- | ----------------------------------------- | ----------------------------------------- |
| №                                         | Дата                                      | Место проведения                          | Оппонент                                  | Счёт                                      | Голы                                      | Турнир                                    |
| 1                                         | 7 декабря 1952                            | Мадрид                                    | Испания                                   | 1:0                                       | —                                         | Товарищеский матч                         |
| 2                                         | 14 декабря 1952                           | Лиссабон                                  | Португалия                                | 3:1                                       | —                                         | Товарищеский матч                         |
| 3                                         | 24 марта 1953                             | Мендоса                                   | сборная Мендосы                           | 5:0                                       | —                                         | Товарищеский матч                         |
| 4                                         | 14 мая 1953                               | Буэнос-Айрес                              | Англия                                    | 3:1                                       | 2                                         | Товарищеский матч                         |
| 5                                         | 17 мая 1953                               | Буэнос-Айрес                              | Англия                                    | 0:0                                       | —                                         | Товарищеский матч                         |
| 6                                         | 5 июля 1953                               | Буэнос-Айрес                              | Испания                                   | 1:0                                       | 1                                         | Товарищеский матч                         |
| 7                                         | 21 ноября 1954                            | Буэнос-Айрес                              | Сан-Лоренсо                               | 7:2                                       | 2                                         | Товарищеский матч                         |
| 8                                         | 28 ноября 1954                            | Лиссабон                                  | Португалия                                | 3:1                                       | 1                                         | Товарищеский матч                         |
| 9                                         | 5 декабря 1954                            | Рим                                       | Италия                                    | 0:2                                       | —                                         | Товарищеский матч                         |
| 10                                        | 3 марта 1955                              | Сантьяго                                  | Парагвай                                  | 5:3                                       | —                                         | Чемпионат Южной Америки                   |
| 11                                        | 9 марта 1955                              | Сантьяго                                  | Эквадор                                   | 4:0                                       | 1                                         | Чемпионат Южной Америки                   |
| 12                                        | 16 марта 1955                             | Сантьяго                                  | Перу                                      | 2:2                                       | 1                                         | Чемпионат Южной Америки                   |
| 13                                        | 1 февраля 1956                            | Монтевидео                                | Парагвай                                  | 1:0                                       | —                                         | Чемпионат Южной Америки                   |
| 14                                        | 5 февраля 1956                            | Монтевидео                                | Бразилия                                  | 0:1                                       | —                                         | Чемпионат Южной Америки                   |
| 15                                        | 15 февраля 1956                           | Монтевидео                                | Уругвай                                   | 0:1                                       | —                                         | Чемпионат Южной Америки                   |
| 16                                        | 24 июня 1956                              | Буэнос-Айрес                              | Италия                                    | 1:0                                       | —                                         | Товарищеский матч                         |
| 17                                        | 1 июля 1956                               | Монтевидео                                | Уругвай                                   | 2:1                                       | 2                                         | Кубок Атлантики                           |
| 18                                        | 8 июля 1956                               | Буэнос-Айрес                              | Бразилия                                  | 0:0                                       | —                                         | Кубок Атлантики                           |
| 19                                        | 15 августа 1956                           | Асунсьон                                  | Парагвай                                  | 1:0                                       | —                                         | Кубок Шевалье Бутеля                      |
| 20                                        | 19 августа 1956                           | Буэнос-Айрес                              | Чехословакия                              | 1:0                                       | —                                         | Товарищеский матч                         |
| 21                                        | 14 ноября 1956                            | Буэнос-Айрес                              | Уругвай                                   | 2:2                                       | 1                                         | Товарищеский матч                         |
| 22                                        | 24 июля 1960                              | Буэнос-Айрес                              | Испания                                   | 2:0                                       | —                                         | Товарищеский матч                         |
| 23                                        | 15 августа 1962                           | Буэнос-Айрес                              | Уругвай                                   | 3:1                                       | —                                         | Кубок Липтона                             |

1. ↑  Некоторые источники приписывают этот матч к Кубку Липтона, но другие[29] это опровергают

## Достижения

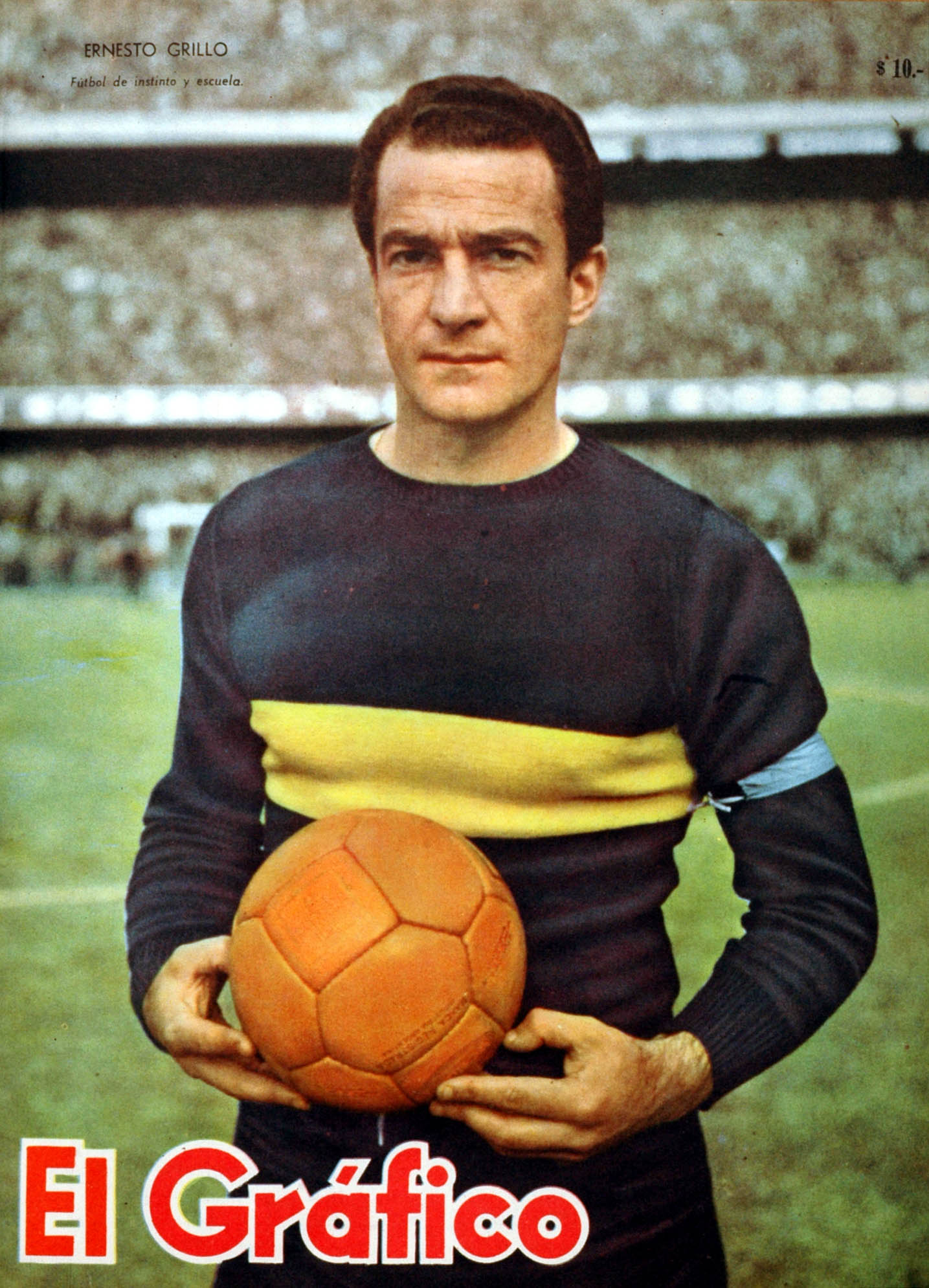
Грильо в составе «Боки Хуниорс», с которой выиграл три чемпионата Аргентины

### Командные
- Чемпион Южной Америки: 1955
- Обладатель Кубка Шевалье Бутеля: 1956
- Чемпион Италии: 1958/1959
- Чемпион Аргентины: 1962, 1964, 1965
- Обладатель Кубка Липтона: 1962

### Личные
- Лучший бомбардир чемпионата Аргентины: 1956 (17 голов)

## Личная жизнь
Грильо был женат на девушке Эльбе, с которой был знаком с 19 летнего возраста; ей тогда было 16 лет. Когда Эрнесто было 40 лет, у них родился сын Пабло, который аналогично отцу стал футболистом. У Эрнесто два внука — София и Томас.